# 헤오르히 수다코우
헤오르히 빅토로비치 수다코우(우크라이나어: Георгій Вікторович Судаков, 2002년 9월 1일 ~ )는 우크라이나 프리미어리그 클럽 샤흐타르 도네츠크와 우크라이나 국가대표팀에서 미드필더로 활약하는 우크라이나의 프로 축구 선수이다.

## 구단 경력

### 샤흐타르 도네츠크
수다코우는 다양한 유소년 스포츠 학교의 산물로, 2017년에 우크라이나 프리미어리그의 샤흐타르 도네츠크 아카데미에 합류했다. 그는 우크라이나 프리미어리그 리저브 팀에서 뛰었으며, 2020년 10월 21일, 레알 마드리드와의 원정 경기에서 2020-21년 UEFA 챔피언스리그의 샤흐타르 도네츠크 팀에서 데뷔했다.
2022년 2월 13일, 수다코우와 미하일로 무드리크는 샤흐타르 도네츠크와의 계약을 2026년 12월 31일까지 연장했다. 2023년 10월 25일, 그는 바르셀로나와의 원정 경기에서 2-1로 패배하며 챔피언스리그 첫 골을 기록했다. 2024년 2월 1일, 샤흐타르는 수다코우가 2028년 12월 31일까지 클럽과 계약을 연장했다고 발표했다. 그해 말, 5월 11일, 그는 2위 디나모 키이우를 상대로 1-0 승리를 거두며 페널티킥을 성공시켜 2023-24년 시즌 클럽의 15번째 리그 타이틀을 확보했다.

## 국가대표팀 경력
수다코우는 2021년 5월 23일, 바레인과의 친선 경기에서 우크라이나 국가대표팀으로 데뷔했다.
2021년 6월, 그는 UEFA 유로 2020에 출전하기 위해 안드리 셰우첸코가 소집한 26명의 선수 명단에 이름을 올렸다.
2024년 5월, 그는 세르히 레브로우가 UEFA 유로 2024에 소집한 26명의 선수 명단에 포함되었다.